# Pataki Zita
Pataki Zita (Gyöngyös, 1973. november 1. –) magyar televíziós műsorvezető, riporter, időjárás-jelentő.

## Életpályája
Előbb 1996-ban az Eötvös Loránd Tudományegyetem magyar–könyvtár szakán, majd 1999-ben az Államigazgatási Főiskolán és 2004-ben az ELTE Állam- és Jogtudományi Karán, végül a Pázmány Péter Katolikus Egyetem Bölcsészet- és Társadalomtudományi Karának szakán szerzett tranzakcióanalízis és coach diplomát. Kezdetben a miskolci televízió műsorvezetője, utána a Petőfi Rádió tudósítója volt. Az RTL Klub időjárás-jelentéseiben szerepel rendszeresen, mint meteorológiai hírszerkesztő. 2017 áprilisától a Class FM Morning Show egyik műsorvezetője volt. Egy ideig a Gazdasági Rádióban vezette Hétfő - egy nő című műsorát, amiben sikeres nőkkel készített riportokat.

## Magánélete
2012. december 21-én házasodott össze Szárnyas Attilával, majd 2013 márciusában Székesfehérvárra költözött.